# رضا شکاری
رضا شکاری (زادهٔ ۱۰ خرداد ۱۳۷۷) بازیکن فوتبال اهل ایران است که در پست هافبک برای باشگاه فوتبال پرسپولیس تهران در لیگ برتر خلیج فارس بازی می‌کند.
گاردین در سال ۲۰۱۵ در فهرستی از ۵۰ بازیکن آینده‌دار فوتبال، از رضا شکاری نام برده است.

## دوران باشگاهی

### پرسپولیس
در ۱۸ می ۲۰۲۵، شکاری با قراردادی دو ساله از باشگاه سپاهان به تیم فوتبال پرسپولیس پیوست.

## افتخارات

### باشگاهی

#### ذوب‌آهن
- جام حذفی
  - قهرمان (۱): ۹۵–۱۳۹۴
- سوپر جام
  - قهرمان (۱): ۱۳۹۵

#### تراکتور
- جام حذفی
  - قهرمان (۱): ۹۹–۱۳۹۸

#### سپاهان
- جام حذفی
  - قهرمان (۱): ۰۳–۱۴۰۲
- سوپر جام
  - قهرمان (۱): ۱۴۰۳